# Meerland
Das Meerland (auch Seeland; sumerisch KurA.AB.BA) war ein Land in Südmesopotamien, das zwischen Nippur und Gambulu lag. Es grenzte in Babylonien südlich an Bit Jakin und nördlich an Bit Dakkuri. Erstmals wurde das Meerland Anfang des 2. Jahrtausends v. Chr. erwähnt.

## Herrscher

### Könige der 1. und 2. Dynastie
- Liste der Könige des Meerlandes

### Gouverneure unter Assyrien
- 680 v. Chr.: Nabu-zeri-kittil-lišir wird in Elam nach seiner Flucht von Humban-Haltaš II. getötet.
- ab 679 v. Chr.: Naid-Marduk, sein Bruder, bestätigt durch Asarhaddon